# Pierre Aubin
 (avril 2021).
La mise en forme du texte ne suit pas les recommandations de Wikipédia : il faut le « wikifier ».
Les points d'amélioration suivants sont les cas les plus fréquents :
- Les titres sont pré-formatés par le logiciel. Ils ne sont ni en capitales, ni en gras.
- Le texte ne doit pas être écrit en capitales (les noms de famille non plus), ni en gras, ni en italique, ni en « petit »…
- Le gras n'est utilisé que pour surligner le titre de l'article dans l'introduction, une seule fois.
- L'italique est rarement utilisé : mots en langue étrangère, titres d'œuvres, noms de bateaux, etc.
- Les citations ne sont pas en italique mais en corps de texte normal. Elles sont entourées par des guillemets français : « et ».
- Les listes à puces sont à éviter, des paragraphes rédigés étant largement préférés. Les tableaux sont à réserver à la présentation de données structurées (résultats, etc.).
- Les appels de note de bas de page (petits chiffres en exposant, introduits par l'outil «  Source ») sont à placer entre la fin de phrase et le point final[comme ça].
- Les liens internes (vers d'autres articles de Wikipédia) sont à choisir avec parcimonie. Créez des liens vers des articles approfondissant le sujet. Les termes génériques sans rapport avec le sujet sont à éviter, ainsi que les répétitions de liens vers un même terme.
- Les liens externes sont à placer uniquement dans une section « Liens externes », à la fin de l'article. Ces liens sont à choisir avec parcimonie suivant les règles définies. Si un lien sert de source à l'article, son insertion dans le texte est à faire par les notes de bas de page.
- La présentation des références doit suivre les conventions bibliographiques. Il est recommandé d'utiliser les modèles {{Ouvrage}}, {{Chapitre}}, {{Article}}, {{Lien web}} et/ou {{Bibliographie}}. Le mode d'édition visuel peut mettre en forme automatiquement les références.
- Insérer une infobox (cadre d'informations à droite) n'est pas obligatoire pour parachever la mise en page.

Pour une aide détaillée, merci de consulter Aide:Wikification.
Si vous pensez que ces points ont été résolus, vous pouvez retirer ce bandeau et améliorer la mise en forme d'un autre article.
Pour les articles homonymes, voir Aubin.
Pierre Michel Camille Marie Aubin, né à Rennes le 21 novembre 1884 et mort à Mordelles le 29 septembre 1945, est un peintre français.

## Biographie
Pierre Aubin est né dans une famille sensible à l’art. Son père, bibliothécaire-adjoint, donnait aussi des cours d’histoire de l’art à l’Ecole régionale des beaux-arts de Rennes et sa mère y dispensait des leçons d’enluminure. Lui-même, après avoir suivi la formation complète de l’école de 1904 à 1908 et reçu tous les prix, est admis dans la foulée (20e sur 600) à l’Ecole Nationale Supérieure des Beaux-Arts de Paris.Il suit pendant quatre ans, jusqu’en 1912, l’enseignement de Fernand Cormon, maître académique mais professeur libéral, qui eut parmi ses élèves Van Gogh, Emile Bernard, Anquetin, et des centaines d’autres.

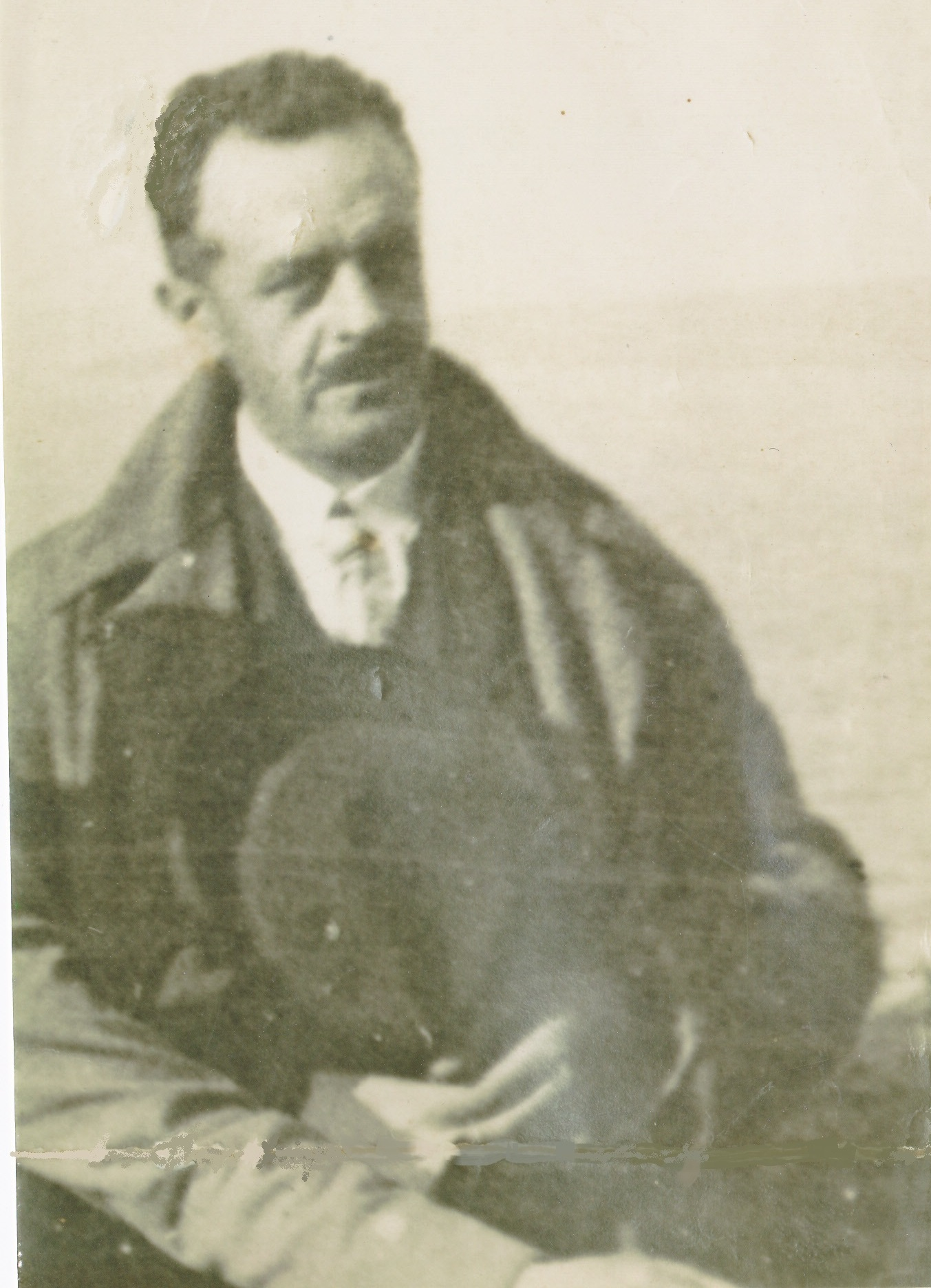
Pierre Aubin vers 1927.

Les informations sur ses années parisiennes sont rares. En 1914, il se trouve mêlé bien malgré lui à l’assassinat de Jaurès. Il connaissait en effet Raoul Villain, l’homme qui le 31 juillet au soir tua d’un coup de révolver le directeur de « L’Humanité ».  Sans doute les deux hommes se fréquentaient-ils pour avoir milité ensemble au Sillon, le mouvement chrétien et social de Marc Sangnier, et aussi parce que Villain avait quelques velléités artistiques. Au procès de Villain en 1919, le nom de Aubin fut cité mais, curieusement, il ne fut pas appelé à témoigner.
A  la fin des années 1910 ou au début des années 1920, il s’installe à Mordelles, à 18 km à l’ouest de Rennes, où son frère Charles, médecin, s’est établi. Il vit seul en ascète dans un pauvre deux-pièces, où il mêle son ménage de célibataire et son atelier. Il passe là une vingtaine d’années avant d’aller habiter à Saint-Thurial, berceau de sa famille paternelle, à huit kilomètres de Mordelles.  

## Œuvre

### Thèmes
Pierre Aubin est d’abord un paysagiste. Il peint Mordelles, l’église, le pont et le château de la Haute-forêt, la petite rivière Le Meu, les allées forestières, les champs de blé… Puis il  troque la plaine opulente pour les paysages plus rugueux et plus accidentés de Saint-Thurial, landes sauvages piquetées du jaune vif des ajoncs où affleurent les schistes violets du vieux massif armoricain.

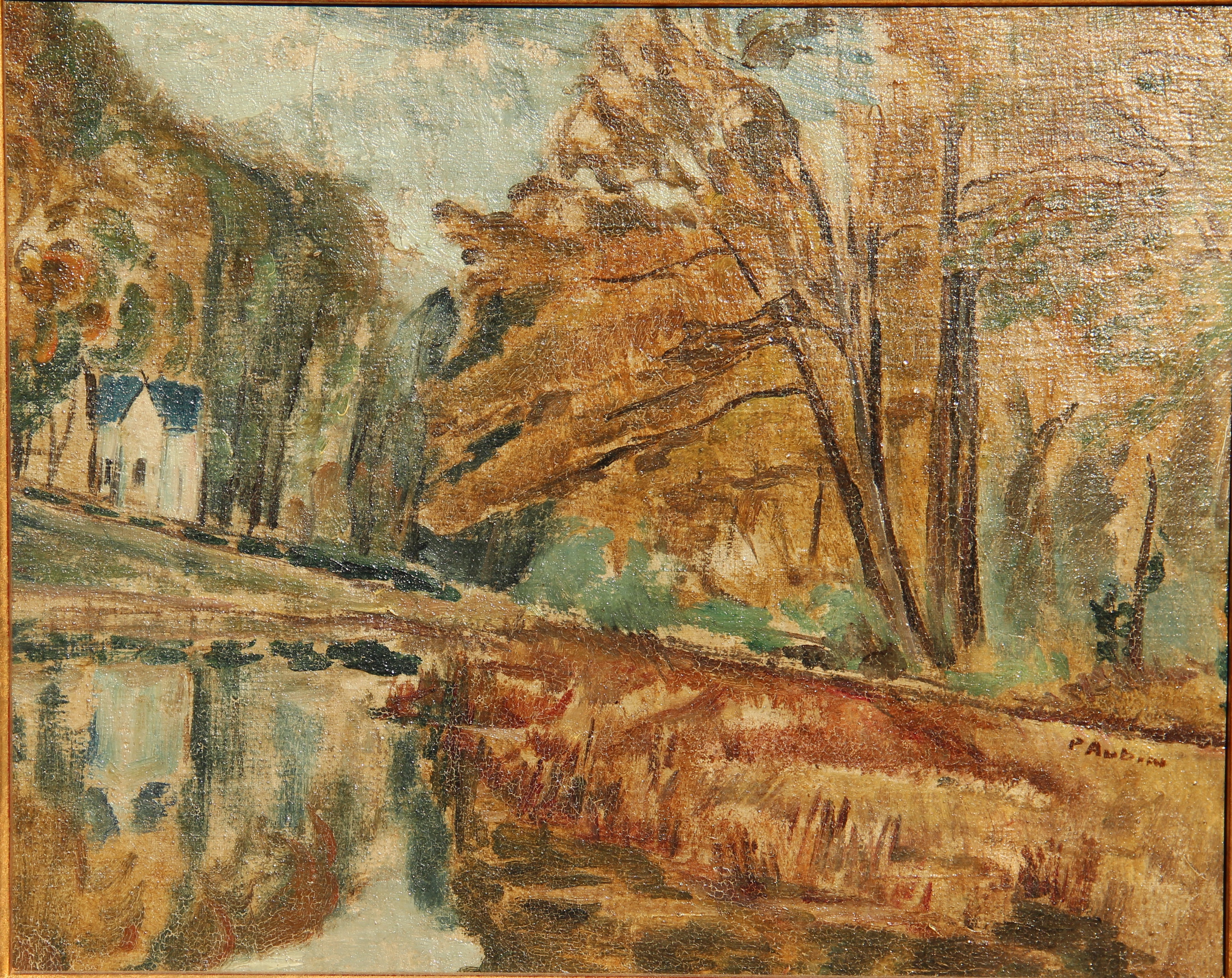
Manoir près de l'étang à l'automne

Dans les années 1920, chaque année ou presque, il part en compagnie de son camarade Charles Nitsch vers la pointe du Finistère. A Penmarch et surtout à Douarnenez, les deux artistes croquent à l’aquarelle les marins pêcheurs sur les quais et fixent le spectacle coloré des sardiniers et des thoniers dans le port. Puis, d’église en pardon, ils peignent les Bretonnes en procession ou en prière. Chaque « virée » les voit revenir avec des centaines d’aquarelles chacun. Pierre Aubin s’en inspire  ensuite pour peindre des tableaux à l‘huile dans son atelier.
Toute sa vie il peindra aussi des natures mortes, dans un style qui doit parfois beaucoup à Cézanne.

### Style
Pierre Aubin sort diplômé des Beaux-Arts de Paris en 1912, « connaissant à fond toutes les techniques de son métier. Dans ces conditions, les voies les plus larges conduisant à la renommée lui étaient ouvertes. Mais l’homme n’en décida pas ainsi ». Car dans les mêmes années, les pionniers de l’art moderne rejettent les règles académiques et chamboulent la peinture. Découvrant Cézanne et les avant-gardes, il mesure par contraste combien sa formation appartient déjà au passé. Et à quel point elle l’éloigne de ses propres aspirations : la fraîcheur de l’exécution, qu’il veut maintenir aussi proche que possible de l’émotion première ressentie devant un paysage, afin d’en restituer la vérité et la poésie. Il dit que l’école l’a « déformé ». Seul dans son antre de Mordelles puis de Saint-Thurial, renonçant à toute ambition commerciale, il « réapprend littéralement à peindre, faisant abstraction de toutes les  connaissances acquises  », récusant « trucs » d’atelier et recettes préétablies. Un chemin difficile, le « métier » revenant parfois à son insu chez un artiste qui a « un pied dans le XIXè siècle et un autre dans le XXè ». Au fil des années, il acquiert un style, bien reconnaissable, puissant et un peu naïf comme celui d’un imagier. Ses compositions, étudiées avec soin, baignent dans une harmonie de couleurs rare. Ses meilleurs paysages se concentrent sur l’esprit d’un lieu et d’une saison pour en offrir une vision densifiée. La puissance caractérise aussi ses gros plans de Bretonnes en procession ou ses marins pêcheurs silhouettés en icones dépourvues de tout folklore. 

## Expositions, musées
Si Pierre Aubin a peint toute sa vie – une quarantaine d’années -  il a assez peu exposé. Son nom apparaît pour la première fois à l’occasion de la 1ère exposition collective organisée par La Bretagne artistique, en 1914 à Paris. Deux journalistes signalent ses natures mortes et paysage,  « œuvres solides et personnelles », « les couleurs éclatantes et vigoureuses ». Ils saluent « son entente dans l’harmonie des couleurs vives " .
Membre de la Société nationale des artistes indépendants, il y montre deux toiles chaque année, en 1924, 1926, 1927, 1928, 1929 et 1931. Sa toile Porteurs de sardines à Douarnenez y est remarquée en 1929.
En  1929, il présente un ensemble important d’œuvres à la 29e exposition de l’Association artistique de Bretagne, au musée de Rennes. Le journaliste-écrivain Florian Le Roy écrit : « Comme il y a eu Cézanne au Mas du Bouffan, il y a Aubin à Mordelles (…) Il a, dans ses huiles, la même brutalité de faire ; comme lui, il cherche la qualité de la substance peinte et du coloris (…) Les paysages d’automne qu’il a peints, et solidement, n’ont pas été pour lui prétexte à dessin, à lignes précises et arrêtées. Il n’a voulu saisir que l’éclairage et la vie secrète d’une maison soudain frileuse et isolée au bord des eaux d’octobre. Ses toiles ont des tons de tapisserie un peu fanée et justement c’est fait au petit point comme du Cézanne, et c’est prenant ».
En 1930, il montre des scènes portuaires de Cornouaille sud et des paysages d’automne « d’une dense poésie baudelairienne », note Florian Le Roy. En 1932 , il expose avec la Société bretonne des beaux-arts et en 1933 avec l’Association artistique de Bretagne.

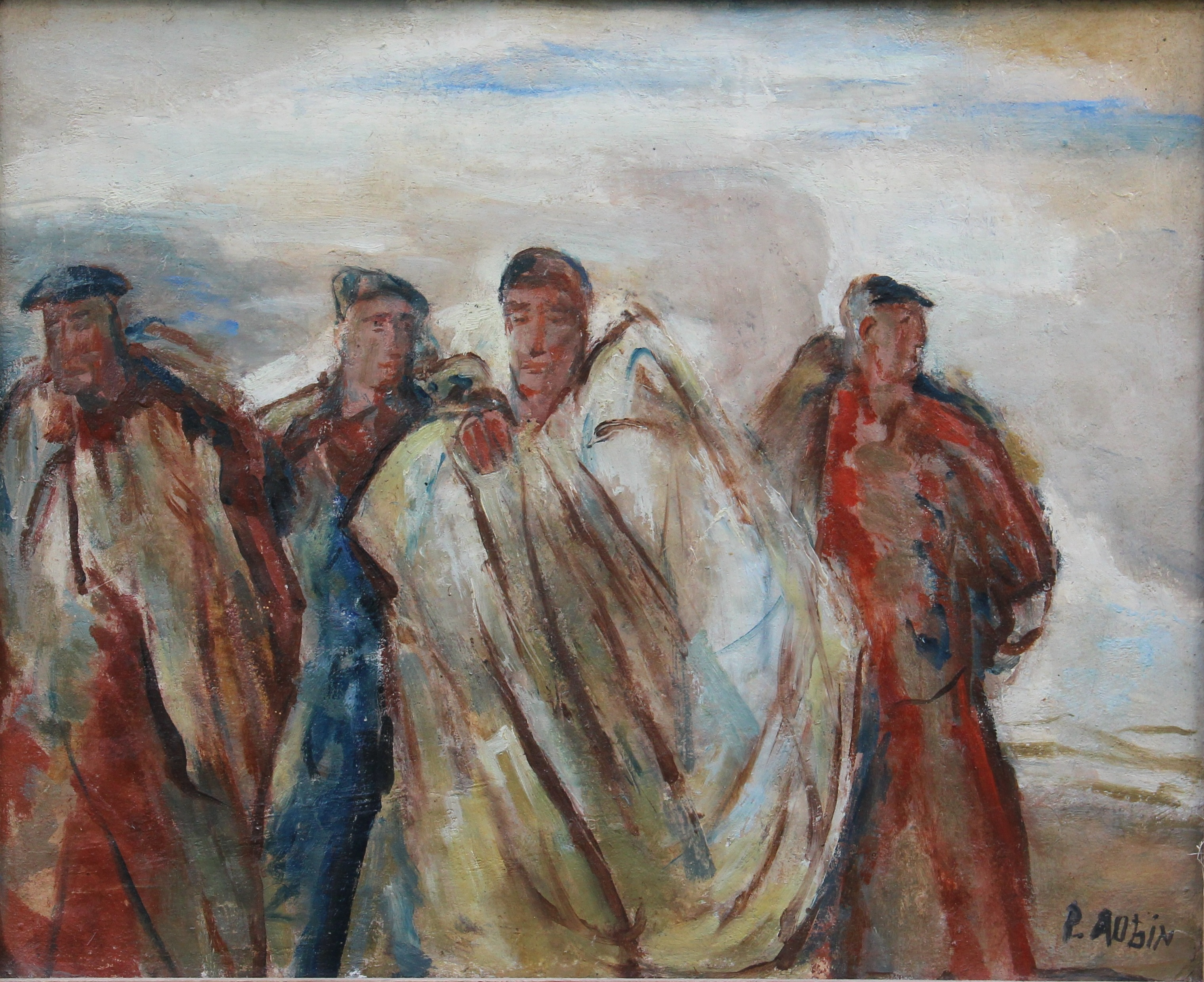
Marins portant voiles et filets.

1934, année faste. Il expose avec l’Association artistique de Bretagne et avec la Société bretonne des beaux-arts. Et surtout, il présente trente toiles  à l’occasion de son unique exposition personnelle, à la galerie Briand, à Rennes. « L’art d’Aubin est puissant, sévère et noble, écrit Florian Le Roy. Dans ses paysages, rien ne procède du caprice d’une soleillée, d’un accident de la lumière, du jeu d’une heure. C’est le caractère d’un site ou d’une saison qu’il s’attache à rendre par une attaque directe. Aubin répudie tous les trucs (…) La facture d’Aubin, sommaire au premier coup d’œil, est le fin du fin du style : elle dénonce l’activité de l’œil et de l’intelligence, et ce délié du « faire » est d’un virtuose » . Paul Guyot voit aussi dans les paysages d’Aubin « ses meilleurs moyens d’expression (…) De la joie, de la peinture vivante, riche, nourrie. Un vieux pont, des arbres, un moulin peut-être, peints sans truc, dans la joie, par grandes balafres jaunes, rouges, vertes ».
En 1935, il montre deux paysages et une nature morte dans le hall de l’Ouest-Journal à Rennes, occasion pour un journaliste de rendre visite à « l’ermite de Mordelles ». Il écrit : « L’atelier de Pierre Aubin, c’est l’homme lui-même : tous deux vivent de couleurs. Les murs ont beau être vétustes, l’intérieur d’une pauvreté et d’une modestie d’ascète, voici ici et là de la lumière sur une toile, des couleurs qui s’accrochent au mur, qui gisent à terre ».
En 1936, exposition avec l’Association artistique de Bretagne.
1942 marque sa dernière apparition publique, à l’Exposition régionale d’art breton, au musée de Rennes. « Dix toiles de qualité, note Florian Le Roy, ces vaches dans l’automne roux, ces blés dans la torpeur poussiéreuse des méridiennes d’été ; ces peupliers au point de tapisserie attestent sa fougue et sa sensibilité qui font penser à Cézanne (…) Pierre Aubin est un grand artiste, non méconnu mais peu connu ».
Le musée des beaux-arts de Rennes possède deux toiles de Pierre Aubin, un Vase de fleurs acheté par la Ville de Rennes en 1934, et un paysage intitulé Les peupliers jaunes, acheté en 1942 .